# کیم کوکو ایواموتو
کیم کوکو ایواموتو (به انگلیسی: Kim Coco Iwamoto) یک آمریکایی ژاپنی‌تبار می‌باشد که در سال ۲۰۱۲ به عنوان «کمیسر، کمیسیون حقوق مدنی هاوایی» برگزیده شد. ایواموتو متولد ۲۶ می ۱۹۶۸ در کائوآئی، هاوایی است. او یک زن ترنس است.